# Tanshan (köpinghuvudort i Kina, Hubei Sheng, lat 33,03, long 111,12)
Tanshan (kinesiska: 谭山, 谭山镇) är en köpinghuvudort i Kina. Den ligger i provinsen Hubei, i den centrala delen av landet, omkring 400 kilometer nordväst om provinshuvudstaden Wuhan. Antalet invånare är 29 923. Befolkningen består av 14 425 kvinnor och 15 498 män. Barn under 15 år utgör 23,0 %, vuxna 15-64 år 67 %, och äldre över 65 år 8,0 %.
Runt Tanshan är det ganska tätbefolkat, med 160 invånare per kvadratkilometer. Tanshan är det största samhället i trakten. Trakten runt Tanshan består till största delen av jordbruksmark.
Genomsnittlig årsnederbörd är 900 millimeter. Den regnigaste månaden är augusti, med i genomsnitt 167 mm nederbörd, och den torraste är januari, med 8 mm nederbörd.